# Rhachidosorus mesosorus
Rhachidosorus mesosorus är en ormbunkeart som först beskrevs av Mak., och fick sitt nu gällande namn av Ren-Chang Ching. Rhachidosorus mesosorus ingår i släktet Rhachidosorus och familjen Rhachidosoridaceae. Inga underarter finns listade.